# 따봉 수사대 - 밥풀떼기 형사와 전봇대 형사
"따봉 수사대 - 밥풀떼기 형사와 전봇대 형사"(The Incredible Crime Squad)는 대한민국에서 제작된 신우철 감독의 1991년 코미디 영화이다. 김정식 등이 주연으로 출연하였고 조명화 등이 제작에 참여하였다.

## 출연

### 주연
- 김정식
- 전유성
- 진수정

### 조연
- 권일수
- 임수빈
- 국정환
- 현길수
- 장정국
- 양택조
- 임덕윤
- 한경선
- 채수암
- 김정수
- 황재석
- 박상현
- 함철훈
- 최영래
- 조병욱
- 이승훈
- 윤철웅
- 원풍연
- 원신연
- 오택전
- 이정수

## 기타
- 촬영부: 송영대
- 촬영부: 정성훈
- 촬영부: 박상홍
- 조명: 한덕후
- 조명부: 김성구
- 조명부: 박종환
- 조명부: 최성원
- 스틸: 양형석
- 조감독: 나영철
- 녹음: 청맥 녹음실
- 특수효과: 정도안
- 무술감독: 황춘수
- 무술감독: 이재규
- 분장: 안근호
- 색보정: 김승호
- 현상: 영화진흥위원회 현상실
- 효과: 김영재